# Raimondo Zanfogni
Raimondo Zanfogni, detto Palmerio (Piacenza, 1139 o 1140 – Piacenza, 26 o 27 luglio 1200), fu un padre di famiglia che, rimasto vedovo, si prodigò interamente per i poveri; è venerato come santo dalla Chiesa cattolica.

## Vita
Le notizie biografiche su Raimondo Zanfogni ci sono state riferite principalmente da un certo Rufino (Rufinus magister), che ne scrisse una Vita in latino.
Raimondo, avviato giovanissimo dai genitori al mestiere di ciabattino, dopo la morte del padre fu condotto dalla madre in pellegrinaggio a Gerusalemme. Sulla strada del ritorno, la madre si ammalò e morì; il figlio ancora adolescente (forse quindicenne) rientrò da solo a Piacenza, dove fu in qualche modo assistito dai parenti. Si sposò presto e si avviò al mestiere di ciabattino. Il biografo riferisce che era molto religioso e parlava spesso di questioni religiose, ma solo privatamente, mai pubblicamente.
I cinque figli di Raimondo morirono tutti, forse a causa di un'epidemia. Nacque poi un sesto figlio, Gerardo, dopo la nascita del quale morì anche la moglie di Raimondo. A questo punto, l'uomo lasciò la casa al figlioletto, che fu affidato ai parenti, e partì in pellegrinaggio verso San Giacomo di Compostella. Da qui, si recò poi in altri celebri santuari, finché, giunto a Roma, ebbe, secondo il suo biografo, una visione che lo spinse a ritornare a Piacenza.
A Piacenza si dedicò ai poveri e agli emarginati, con la vicinanza psicologica, con consigli spirituali, ma anche sollecitando i ricchi e le istituzioni cittadine a intervenire. Parlava alle prostitute, convincendone alcune a ravvedersi; si interessava anche dei bambini abbandonati e dei carcerati. Si adoperava inoltre contro le lotte tra fazioni e tra città vicine; per questo venne addirittura imprigionato dai cremonesi, i quali peraltro lo liberano quasi subito.

## Morte e culto
Quando morì, a circa sessant'anni, già era considerato un santo. Dopo la morte gli furono attribuiti diversi miracoli e, in vario modo, fu consentito il suo culto (in particolare da papa Martino V con una bolla del 1422). La canonizzazione ufficiale, tuttavia, ebbe luogo solo nel 1602 ad opera di papa Clemente VIII.